# Mailly-sur-Seille
Pour les articles homonymes, voir Mailly et Seille.
Mailly-sur-Seille est une commune française située dans le département de Meurthe-et-Moselle, en région Grand Est.

## Géographie
Cette commune fut un village-frontière avec l'Allemagne entre 1871 et 1918.
| Saint-Jure Moselle | Secourt Moselle   | Sailly-Achâtel Moselle |
| Raucourt           | Mailly-sur-Seille | Phlin                  |
| Nomeny             |                   | Abaucourt              |

### Hydrographie
La commune est dans le bassin versant du Rhin au sein du bassin Rhin-Meuse. Elle est drainée par la Seille et le ruisseau de Mailly,.
La Seille, d'une longueur de 138 km, prend sa source dans la commune de Maizières-lès-Vic et se jette  dans divers bras mort de la Moselle à Metz, après avoir traversé 57 communes. Les caractéristiques hydrologiques de la Seille sont données par la station hydrologique située sur la commune de Nomeny. Le débit moyen mensuel est de 7,55 m3/s. Le débit moyen journalier maximum est de 120 m3/s, atteint lors de la crue du 31 décembre 2001. Le débit instantané maximal est quant à lui de 125 m3/s, atteint le même jour.

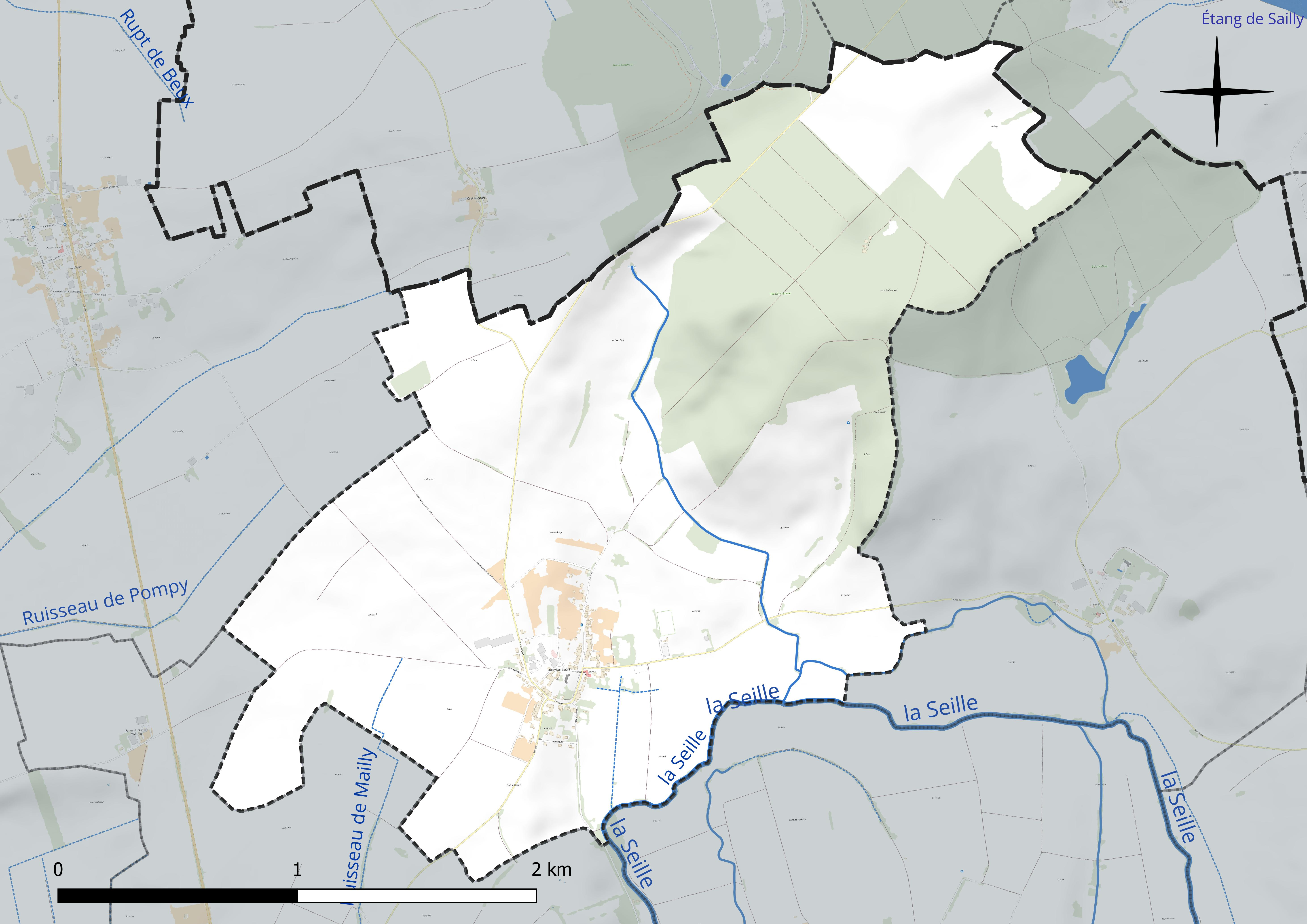
Réseau hydrographique de Mailly-sur-Seille.

### Climat
Pour des articles plus généraux, voir Climat du Grand Est et Climat de Meurthe-et-Moselle.
En 2010, le climat de la commune est de type climat océanique dégradé des plaines du Centre et du Nord, selon une étude du Centre national de la recherche scientifique s'appuyant sur une série de données couvrant la période 1971-2000. En 2020, Météo-France publie une typologie des climats de la France métropolitaine dans laquelle la commune est exposée à un climat semi-continental et est dans la région climatique  Lorraine, plateau de Langres, Morvan, caractérisée par un hiver rude (1,5 °C), des vents modérés et des brouillards fréquents en automne et hiver. 
Pour la période 1971-2000, la température annuelle moyenne est de 9,9 °C, avec une amplitude thermique annuelle de 17 °C. Le cumul annuel moyen de précipitations est de 735 mm, avec 11,5 jours de précipitations en janvier et 8,9 jours en juillet. Pour la période 1991-2020, la température moyenne annuelle observée sur la station météorologique de Météo-France la plus proche, « M.n.l. », sur la commune de Goin à 9 km à vol d'oiseau, est de 10,7 °C et le cumul annuel moyen de précipitations est de 678,8 mm. 
La température maximale relevée sur cette station est de 39,5 °C, atteinte le 24 juillet 2019 ; la température minimale est de −16,3 °C, atteinte le 2 janvier 1997,,. 
Les paramètres climatiques de la commune ont été estimés pour le milieu du siècle (2041-2070) selon différents scénarios d'émission de gaz à effet de serre à partir des nouvelles projections climatiques de référence DRIAS-2020. Ils sont consultables sur un site dédié publié par Météo-France en novembre 2022.

## Urbanisme

### Typologie
Au 1er janvier 2024, Mailly-sur-Seille est catégorisée commune rurale à habitat dispersé, selon la nouvelle grille communale de densité à sept niveaux définie par l'Insee en 2022.
Elle est située hors unité urbaine. Par ailleurs la commune fait partie de l'aire d'attraction de Nancy, dont elle est une commune de la couronne,. Cette aire, qui regroupe 353 communes, est catégorisée dans les aires de 200 000 à moins de 700 000 habitants,.

### Occupation des sols
L'occupation des sols de la commune, telle qu'elle ressort de la base de données européenne d’occupation biophysique des sols Corine Land Cover (CLC), est marquée par l'importance des territoires agricoles (70,9 % en 2018), en diminution par rapport à 1990 (75,7 %). La répartition détaillée en 2018 est la suivante : terres arables (58,7 %), forêts (24,3 %), prairies (12,2 %), zones urbanisées (4,8 %). L'évolution de l’occupation des sols de la commune et de ses infrastructures peut être observée sur les différentes représentations cartographiques du territoire : la carte de Cassini (XVIIIe siècle), la carte d'état-major (1820-1866) et les cartes ou photos aériennes de l'IGN pour la période actuelle (1950 à aujourd'hui).

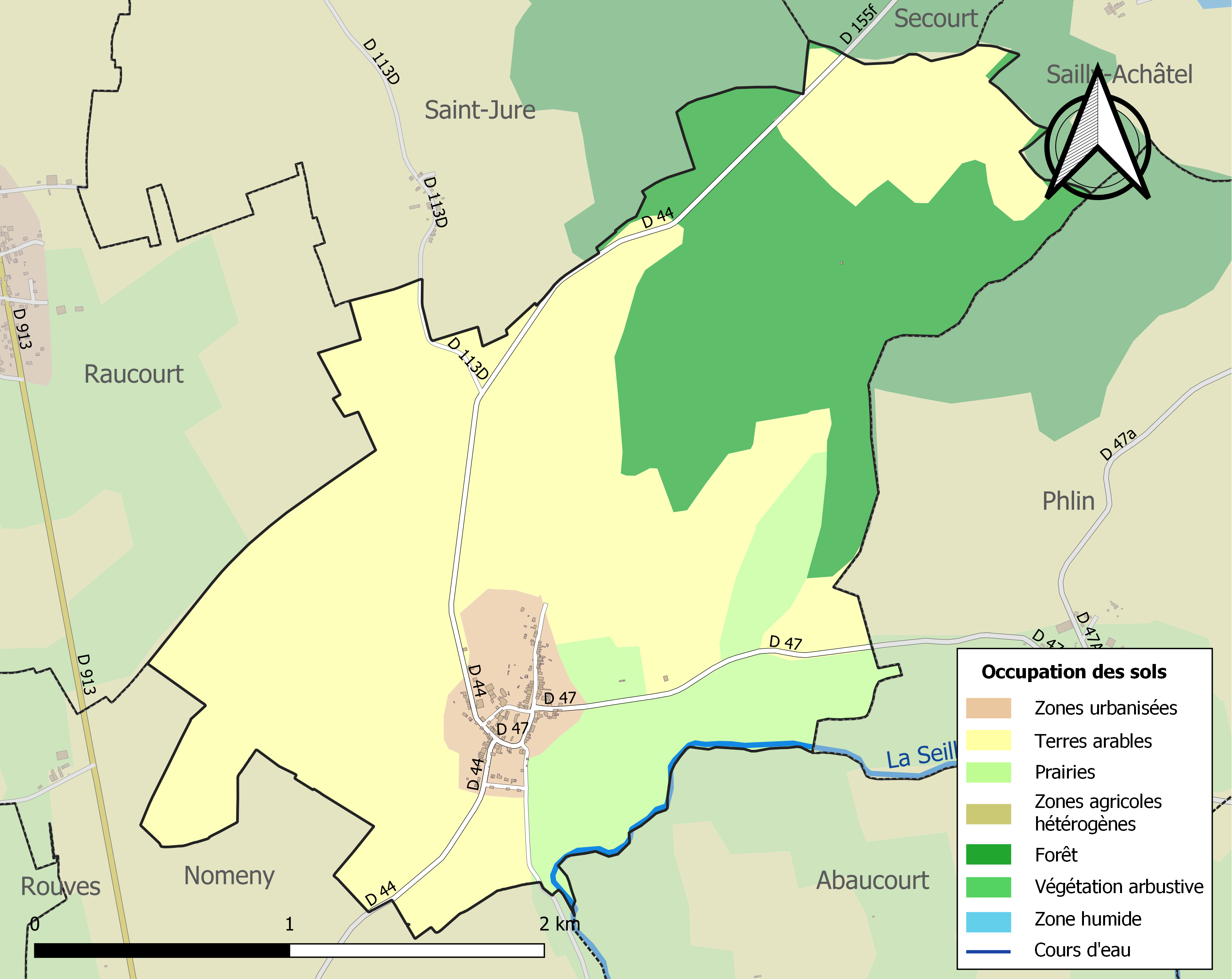
Carte des infrastructures et de l'occupation des sols de la commune en 2018 (CLC).

## Toponymie
Le nom de la localité est attesté sous les formes Meilley, Mailley (1333) ; Melly (1511).

Équivalent de l'ancien français maillie « étendue de terre rapportant une maille par an ».
La Seille est une rivière française du Grand Est, dans les deux départements de Meurthe-et-Moselle et de la Moselle, qui se jette dans la Moselle.

## Histoire
- Présence gallo-romaine.
- La maison forte a été reconstruite en 1376 par Jean Rolin du Buxet pour l'évêque de Metz.
- Destructions en 1914-1918.

## Politique et administration
| Période                                  | Période                   | Identité                                         | Étiquette | Qualité                              |
| ---------------------------------------- | ------------------------- | ------------------------------------------------ | --------- | ------------------------------------ |
| Les données manquantes sont à compléter. |                           |                                                  |           |                                      |
| mars 2001                                | En cours (au 23 mai 2020) | Philippe Bernard, Réélu pour le mandat 2020-2026 |           | Agriculteur sur moyenne exploitation |

## Population et société

### Démographie
| 1793 | 1800 | 1806 | 1821 | 1831 | 1836 | 1841 | 1846 | 1851 |
| ---- | ---- | ---- | ---- | ---- | ---- | ---- | ---- | ---- |
| 376  | 422  | 488  | 485  | 493  | 462  | 479  | 556  | 522  |

| 1856 | 1861 | 1872 | 1876 | 1881 | 1886 | 1891 | 1896 | 1901 |
| ---- | ---- | ---- | ---- | ---- | ---- | ---- | ---- | ---- |
| 502  | 517  | 503  | 509  | 503  | 430  | 406  | 387  | 359  |

| 1906 | 1911 | 1921 | 1926 | 1931 | 1936 | 1946 | 1954 | 1962 |
| ---- | ---- | ---- | ---- | ---- | ---- | ---- | ---- | ---- |
| 338  | 328  | 259  | 244  | 227  | 239  | 182  | 215  | 226  |

| 1968 | 1975 | 1982 | 1990 | 1999 | 2005 | 2006 | 2010 | 2015 |
| ---- | ---- | ---- | ---- | ---- | ---- | ---- | ---- | ---- |
| 230  | 235  | 230  | 204  | 219  | 238  | 245  | 258  | 248  |

| 2020 | 2022 | - | - | - | - | - | - | - |
| ---- | ---- | - | - | - | - | - | - | - |
| 250  | 244  | - | - | - | - | - | - | - |

## Culture locale et patrimoine

### Lieux et monuments
- Château XIIIe, reconstruit en 1376 pour Thierry V Bayer de Boppard, évêque de Metz : restes d'enceinte XIIIe, trois tours rondes XIVe percées de fenêtres Renaissance, logis XIVe, édifice objet d'une inscription au titre des monuments historiques depuis 1982[24].
- Église Saint-Remy, reconstruite en 1882 et après 1918.

### Mailly-sur-Seille dans les arts
D'après l'analyse présentée, lors d'une conférence à la Chaux-de-Fonds (Suisse) le 1er septembre 2012 par le docteur Christoph Klawe de Trèves, Mailly-sur-Seille est le village qui se cache derrière le nom de « Autrecourt » dans le roman de Raymond Schwartz : Kiel Akvo De L' Rivero (Comme l'eau de la rivière).

### Personnalités liées à la commune
- Raymond Schwartz, (né le 8 avril 1894 – mort en 1973), français, employé de banque et écrivain en espéranto. Il a écrit de nombreux poèmes et romans en espéranto, ainsi que des sketches qu'il interprétait dans les cabarets espérantophones parisiens.

### Héraldique, logotype et devise
| Blason de Mailly-sur-Seille | Blason  | De gueules à trois maillets d'or.                |
| Blason de Mailly-sur-Seille | Détails | Le statut officiel du blason reste à déterminer. |